# Mutual UFO Network
Mutual UFO Network (MUFON) es una organización sin fines de lucro estadounidense que investiga casos de reportes de avistamientos de ovnis. Es una de las organizaciones investigadoras del tema ovni más antigua y grande de Estados Unidos. La mayor parte de sus miembros, así como los directores o miembros de sus juntas directivas en cada sucursal regional o nacional, poseen algún tipo de formación universitaria y/o diferentes niveles académicos en ramas de la ciencia, la ingeniería o la tecnología.
MUFON fue establecida originalmente como la Midwest UFO Network en Quincy, Illinois el 30 de mayo de 1969 por Walter H. Andrus, Allen Utke, John Schuessler y otros. La mayoría de los primeros miembros de MUFON habían estado antes asociados a la Aerial Phenomena Research Organization (APRO).
Actualmente la organización tiene más de 4.000 miembros en el mundo, la gran mayoría de ellos localizados en Estados Unidos. MUFON opera una red mundial de directores regionales para realizar la investigación directa de avistamientos de ovnis que hayan sido reportados, la realización de un simposio internacional anual, y la publicación mensual del MUFON UFO Journal. En estos momentos la organización cuenta con más de 800 investigadores de campo así como equipos que investigan la posible evidencia de cualquier artefacto extraterrestre. 
La red entrena voluntarios para que se conviertan en investigadores de campo y les enseña cómo interrogar a los testigos y cómo sacar conclusiones a partir de las evidencias. Los investigadores no reciben sueldo alguno, pero para ser aceptados como tales deben tener antecedentes penales limpios y aprobar un examen de 100 preguntas tras estudiar un manual de 265 páginas.
La misión de la MUFON es el estudio científico del fenómeno OVNI para el beneficio de la humanidad a través del estudio, la investigación y la educación. MUFON, junto al Center for UFO Studies (CUFOS) y a la Fund for UFO Research (FUROR), forma parte de la UFO Research Coalition, un esfuerzo colaborativo de las tres principales organizaciones investigadoras de ovnis de Estados Unidos cuyo objetivo es compartir personal y otros recursos de investigación, además de financiar y promover el estudio científico del fenómeno OVNI.
Actualmente la MUFON tiene sus oficinas centrales en Newport Beach, California bajo la dirección de Jan Harzan y compañía.

## Directores Internacionales
- 1969–1970: Allen Utke
- 1970–2000: Walter H. Andrus, Jr.
- 2000–2006: John F. Schuessler
- 2006–2010: James Carrion
- 2010–2012: Clifford Clift
- 2012–2013: David MacDonald
- 2013–presente: Jan Harzan

## En los medios
Algunas de las investigaciones de MUFON han sido presentadas en la miniserie de documentales de televisión UFOs Over Earth, estrenada por Discovery Channel el 2008 y retransmitida por Investigation Discovery.